# Hugo Silva (actor)
Rafael Hugo Fernández Silva (n. 10 mai 1977, Madrid, Noua Castilie⁠(d), Spania) este un actor spaniol. A avut patru nominalizări la premiile Fotogramas de Plata.

## Filmografie
| Titlu                         | An   | Rol                                                | Note                                                                           |
| ----------------------------- | ---- | -------------------------------------------------- | ------------------------------------------------------------------------------ |
| Miserable Life                | 2000 | Necunoscut                                         | Terca vida                                                                     |
| Coming Out of Class           | 2000 | Guillermo Sierra                                   | (TV; 2000–01) Al salir del clase                                               |
| The Commissioner              | 2002 | Chema / Sebastián Alfaro                           | (TV; 2002–03) El comisario                                                     |
| Ladies' Night                 | 2003 | Dago                                               |                                                                                |
| Paco and Veva                 | 2004 | Paco                                               | (TV) Paco y Veva                                                               |
| Queens                        | 2004 | Jonás                                              | Reinas                                                                         |
| Los hombres de Paco           | 2005 | Lucas Fernández                                    | (TV; 2005–09; 2021) Nominalizare—Fotogramas de Plata for Best Television Actor |
| The Sandman                   | 2007 | Mateo                                              | El hombre de arena Nominalizare—Fotogramas de Plata for Best Film Actor        |
| Sex, Parties and Lies         | 2009 | Carlos                                             | Mentiras y gordas Nominalizare—Fotogramas de Plata for Best Film Actor         |
| Guts                          | 2009 | Sebas                                              | Agallas                                                                        |
| To the Hell with the Ugly     | 2010 | Román                                              | Que se mueran los feos                                                         |
| Karabudjan                    | 2010 | Diego Salgado                                      | (TV)                                                                           |
| For the Liberty               | 2010 | Miguel Hernández                                   | Para la libertad                                                               |
| Prințesa de Éboli             | 2010 | Antonio Pérez                                      | (Film TV) La princesa de Éboli                                                 |
| Offside                       | 2011 | Hugo                                               | En fuera de juego                                                              |
| The Opposite of Love          | 2011 | Raúl                                               | Lo contrario al amor                                                           |
| El corazón del océano         | 2011 | Juan de Salazar                                    |                                                                                |
| Dead Dogs                     | 2011 | Cocacolo                                           | Perros muertos                                                                 |
| Cadavrul                      | 2012 | Álex Ulloa                                         |                                                                                |
| Vrăjitoarele din Zugarramurdi | 2013 | Jose                                               |                                                                                |
| Amanții pasageri              | 2013 | Benito Morón                                       | Los Amantes pasajeros 13 March 2013                                            |
| Los nuestros                  | 2015 | Alberto Sánchez                                    | TV                                                                             |
| El ministerio del tiempo      | 2016 | Jesús Méndez, "Pacino"                             | (TV)                                                                           |
| En tu cabeza                  | 2016 | Mateo                                              |                                                                                |
| Brigada Costa del Sol         | 2019 | Bruno López                                        | (TV)                                                                           |
| Nasdrovia                     | 2020 | Julián                                             | (TV)                                                                           |
| La cocinera de Castamar       | 2021 | Enrique de Arcona, Marquis of Soto and Campomedina | (TV)                                                                           |

## Teatru
- Hibrit (1993)
- Les liaisons dangereuses (1995)
- Toni în Atraco a las tres" (2001–2002)
- Claudio în Hamlet (2009)

## Premii și nominalizări
| Premiu              | An   | Categorie                           | Pentru                | Rezultat     |
| ------------------- | ---- | ----------------------------------- | --------------------- | ------------ |
| Fotogramas de Plata | 2007 | Best Television Actor               | Los hombres de Paco   | Nominalizare |
| Fotogramas de Plata | 2008 | Best Film Actor                     | The Sandman           | Nominalizare |
| Fotogramas de Plata | 2010 | Most Searched Performer on Internet | —                     | Nominalizare |
| Fotogramas de Plata | 2010 | Best Film Actor                     | Sex, Parties and Lies | Nominalizare |